# ترانسفورماتور شیفت‌دهنده فاز

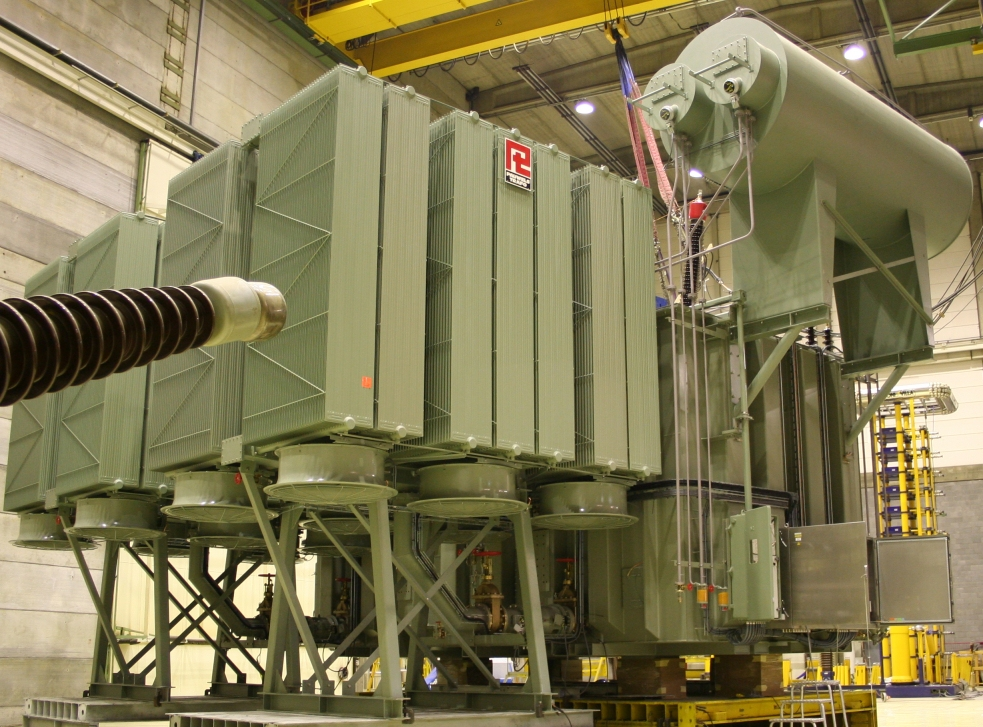
ترانسفورماتور شیفت‌دهنده فاز ۴۰۰ ولت‌آمپر ۲۲۰/۱۵۵ ولت

ترانسفورماتور شیفت‌دهنده فاز (انگلیسی: Quadrature booster) نوعی ویژه از ترانسفورماتور است که جریان توان حقیقی در شبکه انتقال برق سه فاز را کنترل می‌کند.